# Lenda de Frei João da Cruz
"Frei João da Cruz" é uma lenda popular originária do concelho de Melgaço, distrito de Viana do Castelo, no norte de Portugal.

## Contexto histórico

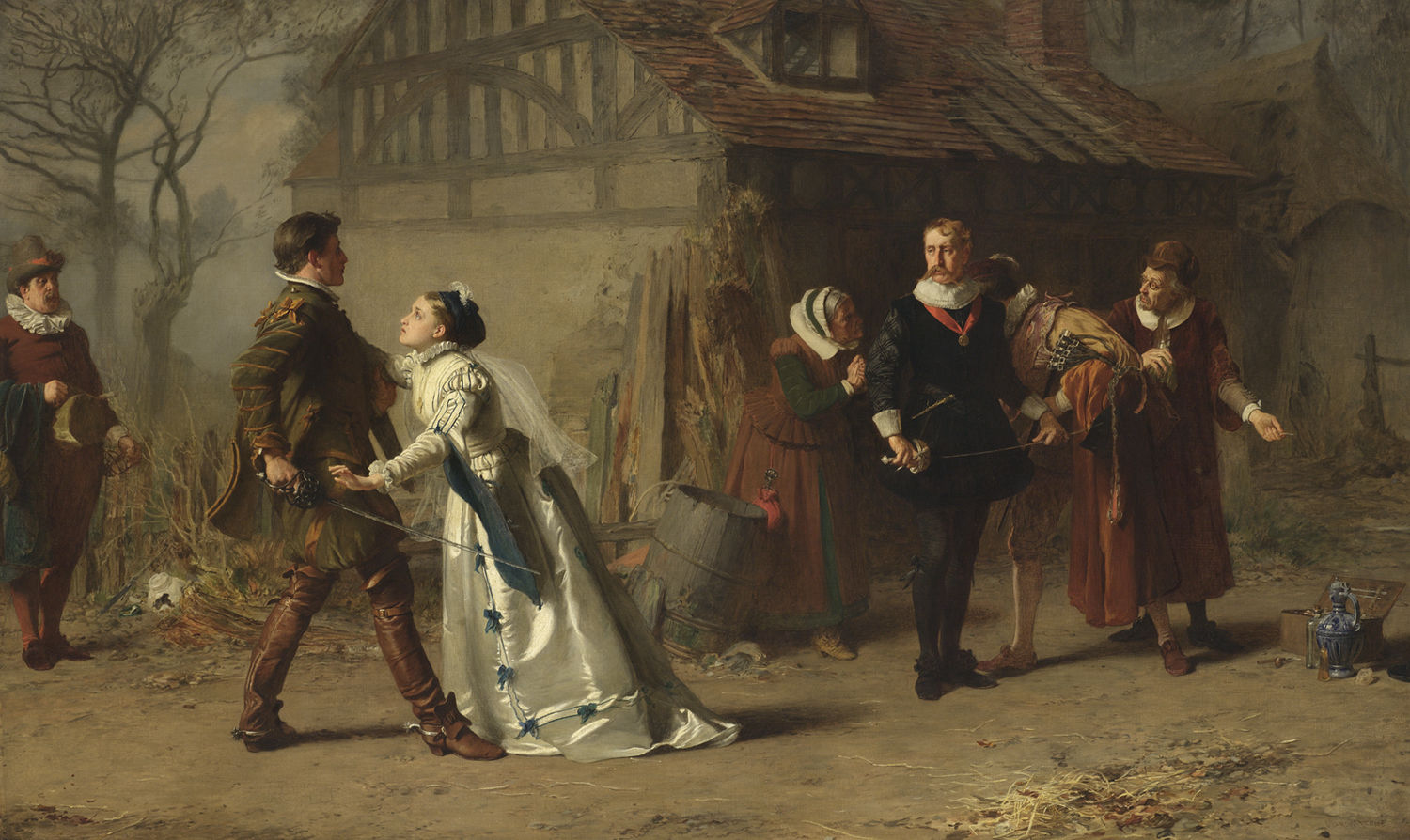
"Um Duelo Interrompido" (c. 1868 Reino Unido) de Marcus Stone (1840-1921)

Em terras raianas, ainda antes dos tempos da Reconquista cristã, e mesmo depois, eram recorrentes as histórias de amores proibidos, devido a antigos conflitos, disputas territoriais, diferenças de classes, fortuna ou até mesmo de proveniência familiar. Alguns conseguiam obter o seu final feliz, fugindo para longe ou derrubando todos os seus obstáculos, contudo muitos acabavam em tragédia, indo ao encontro da morte através de duelos, batalhas no Norte de África ou com o próprio suicídio, para além daqueles que optavam por viver o resto das suas vidas na reclusão dos conventos ou mosteiros de inúmeras ordens religiosas, dando azo a inúmeras outras lendas sobre as suas identidades e vidas passadas.
A história e tragédia de Frei João da Cruz encontra-se assim na última categoria, sendo contada pela gente de Melgaço até aos dias de hoje.
Apesar de ter existido no século XVI um sacerdote tornado santo, fundador dos Carmelitas Descalços, de nome João da Cruz, o nome Frei João da Cruz é associado a muitas lendas portuguesas provenientes de diferentes regiões e períodos históricos, não se referindo portanto à mesma identidade ou à figura histórica. Para além da lenda de Melgaço, com o mesmo nome existe a lenda do século XVIII, contada em Miranda do Douro, cujo protagonista foi enterrado vivo, ou ainda a lenda do século XVI, em que o protagonista, após ter sido condenado à morte, escapou milagrosamente de ser espezinhado por um elefante em Bengala.

## Lenda
Há muitos anos, vivia Mendo de Azevedo, um jovem português, de origens nobres mas com pouca fortuna, que ao cair em desgraça fugiu para Espanha em busca de uma nova aventura. Aí, encontrou uma jovem muito bela, rica e nobre, da família dos senhores de Yepes, conhecida em toda La Marina por D. Sol.
Perdidamente apaixonado e decidido a emendar a sua vida, fez planos para regressar a Portugal, recuperar a sua fortuna, limpar seu nome e casar com a bela donzela, no entanto quando fez o pedido ao senhor de Yepes, recebeu um tremendo não. Desorientado, suplicou, coisa que nunca havia feito antes, sendo de seguida escarnecido e chamado de caça-fortunas. Com o orgulho ferido, D. Mendo retirou-se, prometendo abandonar aquelas terras mas não sem antes se despedir do seu grande amor.
De noite, no jardim, os dois encontraram-se naquela que seria a última vez que se veriam. Entre lágrimas, D. Sol fez-lhe juras de amor, pedindo-lhe que a levasse com ele, contudo D. Mendo respondeu-lhe que os seus nomes ficariam manchados e que tal não poderia acontecer. Só com o consentimento do seu pai poderiam viver em paz. D. Mendo decidiu então que deveria partir para a guerra, ganhar fama e fortuna, acreditando que com essas provas de amor e bom carácter, o seu pedido seria finalmente aprovado. Entre beijos e abraços, D. Sol acabou por concordar com o plano, prometendo que esperaria o tempo que fosse preciso.
O tempo passou. D. Mendo de Azevedo cumpriu o que dissera, seguiu para África e foi combater os infiéis. Contudo, o senhor de Yepes não perdeu tempo e arranjou como marido para a sua filha, um nobre, oriundo da Toscana, o capitão D. Rodrigo Rocatti y Alvear. Quando soube da notícia a jovem D. Sol chorou amargamente, pediu mil vezes a morte, procurou ajuda para fugir, mas foi tudo em vão. O dia chegou e sem alternativa, D. Sol subiu ao altar.
Passaram-se três ou quatro anos, e pouco havia mudado. D. Sol apesar de casada, vivia triste, esperando notícias do seu amado. Eis que um dia, chegou ao castelo um homem resgatado de Orão com inúmeras historias sobre o seu tempo em cativeiro. Entre elas, falou sobre um nobre português aprisionado numa galera mourisca, que falara saudosamente sobre a pátria e a amada que deixara em Espanha. Sobressaltada com a triste notícia, a donzela perguntou se se tratava de D. Mendo de Azevedo e se existiria alguma forma de o resgatar, ao que o homem respondeu que essa era a verdadeira razão de ali estar. A família do nobre português estava arruinada e D. Mendo era demasiado orgulhoso para pedir ajuda. Sentindo-se em falta para com o seu companheiro de cativo, o homem viajara até ali para pedir ajuda à jovem donzela. Precisando de tempo para juntar a quantia do resgate, os dois combinaram encontrar-se mais tarde em segredo.
Dias depois, o homem regressou ao castelo, onde recebeu uma enorme quantia de dinheiro, jóias e roupas. Porém, em vez de partir, foi de seguida ter com D. Rodrigo, onde expôs a traição da donzela e o seu plano para se vingar de D. Mendo, que havia de facto conhecido em cativeiro mas que odiava profundamente por este o ter ameaçado bater quando duvidou da lealdade de D. Sol. Furioso, o senhor de Rocatti y Alvear deu um saco de moedas ao homem e mandou encarcerar a sua esposa.
Sentenciada à morte, na tarde do seu último dia, a donzela pediu ao carcereiro o favor de buscar alguém para se confessar. Quando um frade finalmente chegou, D. Sol contou toda a sua história, explicando que apenas havia procedido daquela forma para salvar o único homem que havia amado. Após a confissão, o frade que até ali estivera sempre em silêncio, retirou o capuz e revelou ser D. Mendo. Segurando as mãos da donzela, explicou que havia sido feito prisioneiro pelos mouros, sendo depois resgatado por ordens do rei, contudo quando regressou, já a bela donzela estava casada. Sentindo-se destroçado e sem rumo, o único local onde encontrou refúgio foi no convento dominicano, passando então a viver sob o nome de Frei João da Cruz. Após muitas lágrimas, D. Sol confessou não temer o castigo dos homens e que após vê-lo uma vez mais estava feliz e finalmente pronta para morrer. Revoltado, o frade disse que não poderia consentir com tal fim e foi falar com o senhor do castelo.
Após interceder pela donzela e ser injuriado várias vezes por D. Rodrigo, Frei João da Cruz voltou a pedir clemência para a donzela, acabando por confessar quem realmente era em tempos e que agora sendo um homem de hábito, a ameaça de traição não seria possível. Sem demoras, sentindo-se escarnecido e louco de raiva, D. Rodrigo pegou na sua espada e com requintes de malvadez enterrou-a bem fundo no corpo do jovem frade, seguindo depois para o cárcere onde matou D. Sol da mesma maneira.
No final do dia, o castelo encontrava-se vazio. Todos os criados tinham fugido do senhor do castelo, que como um espectro do Inferno, rondava pelas salas com a sua espada ensanguentada. Os sinos de todas as igrejas e mosteiros começaram a tocar com a triste nova: "Mataram Frei João da Cruz! Mataram Frei João da Cruz!".

## Homenagens
Em Melgaço, na torre de menagem do Castelo de Melgaço, durante o mês de Agosto, a interpretação da lenda adaptada de Frei João da Cruz, em formato musical, é representada pelo grupo de teatro amador “Os Simples” em colaboração com a associação Comédias do Minho, no âmbito da iniciativa “Lendas do Alto Minho”, promovida pela Comunidade Intermunicipal do Alto Minho.